# Dole (Jura)
Dole és un municipi i una ciutat de França, al departament del Jura, a la regió de Borgonya - Franc Comtat.
S'hi va fundar una universitat el 1496.
La imponent col·legiata-basílica de Nostra Senyora, amb un massís campanar de 71 metres d'alçària, domina la ciutat. L'interior posseeix obres d'art de gran interès així com un majestuós orgue.

## Fills il·lustres
- Jean-Denis Attiret (1702 - 1768), jesuïta missioner i pintor a la Cort imperial de l'emperador Qianlong de la dinastia Qing.
- Louis Pasteur (1822- 1895) microbiòleg i químic, s'hi conserva la casa natal, convertida en museu.